# Abia (stát)
Abia je jeden ze 36 států Nigérie. Leží na jihovýchodě země a jeho hlavním městem je Umuahia; nejlidnatějším městem státu je ovšem Aba. Na západě sousedí se státem Imo, na jihu se státem Rivers, na severozápadě se státem Anambra, na severovýchodě se státy Enugu a Ebonyi. Vznikl v srpnu 1991 a v roce 2022 zde žilo asi 4,2 milionu obyvatel. Významným zdrojem příjmů ve státě je zemědělství, ovšem stát je také významnou součástí nigerijského ropného průmyslu, neboť se zda nachází hojné zásoby ropy a zemního plynu. V minulosti bylo město součástí Arojské konfederace. Dominantními jazyky ve státě jsou angličtina a ighboština. V roce 1996 byla státu odňata jeho severovýchodní část, která se stals součástí státu Ebonyi.  